# Fritz Francken
Frederik Edward Clijmans (Antwerpen, 17 april 1893 – Antwerpen, 15 augustus 1969) was een Vlaamse dichter en prozaschrijver, hij gebruikte het pseudoniem Fritz Francken. Was aanvankelijk werkzaam als journalist en als bibliothecaris. Daarna legde hij zich meer toe op het schrijven van fictie. Zijn eerste dichtbundel Festijnen uit een bruidsgetij verscheen in 1914. Francken vocht in de Eerste Wereldoorlog en schreef daar later over zijn ervaringen als soldaat. In de dertiger jaren was Francken enkele jaren hoofd van de dienst toerisme in zijn geboortestad Antwerpen. In de loop van zijn leven legde hij zich vooral toe op verhalen, romans, essays en memoires. Hij schreef vooral over de kleine dingen uit het dagelijks leven.